# Suak Puntong
Suak Puntong is een bestuurslaag in het regentschap Nagan Raya van de provincie Atjeh, Indonesië. Suak Puntong telt 835 inwoners (volkstelling 2010).